# Edin Bavčić
Edin Bavčić (Foča, 6. svibnja 1984.) bosanskohercegovački je profesionalni košarkaš. Igra na poziciji krilnog centra. 

## Karijera
Karijeru je započeo u Ilidži, a nastavio u KK Bosni. S njima je u sezoni 2005./06. osvojio naslov ligaškog prvaka. 
Izabran je u 2. krugu (56. ukupno) NBA drafta 2006. od strane Toronto Raptorsa. Početkom sezone 2008./09. igrao je za momčad Kepez Belediyespor, a ubrzo je prešao u redove momčadi Koln 99ers. Trenutačno je član slovenske momčadi Union Olimpija.

## Vanjske poveznice
- Profil na NBA.com